# 東名カントリークラブ
東名カントリークラブ（とうめいカントリークラブ）は、静岡県裾野市に所在するゴルフコースである。ゴルフダイジェストのグループ会社である東名観光開発株式会社が運営するコースである。

## 概要
本コースは1966年（昭和41年）、東名観光開発設立と共に造成が企画され、1968年（昭和43年）7月に完成し、9月に開場した。
造成当初からプロゴルフトーナメント開催を視野に入れており、1969年にゴルフダイジェスト社ゴールデンマッチを早くも開催、1971年からは男子プロゴルフトーナメントの『ゴルフダイジェストトーナメント』を1997年まで開催した。歴代優勝者には尾崎将司、杉原輝雄、村上隆、中嶋常幸など名だたる顔ぶれが揃っている。
2003年からは日本女子プロゴルフ協会ツアー競技のスタンレーレディスゴルフトーナメントの開催コースとなっている。

## コースの特徴
富士山を眼前に仰ぐ丘陵地コース。勾配も緩やかでフェアウェイが広く、ゆったりプレーできるのが特色。
本コースは合計27ホールあり、9ホールを3つのブロックに分けて“愛鷹”、”裾野”、”桃園”の3コースとしている。なお、スタンレーレディスゴルフトーナメントで使用されるのは裾野コース（Out）、桃園コース（In）である。

## 交通アクセス
- 東名高速道路・裾野インターチェンジから15分（8.5km）
- 新東名高速道路・長泉沼津インターチェンジから10分（7km）

- 東海旅客鉄道三島駅下車
  - 土曜・日曜に限り送迎バスを運行[7]。